# Calicebíneos
Os tites, ou macacos titi ,são um gênero de primata de macacos do Novo Mundo da subfamília Callicebinae, que contém três gêneros existentes: Cheracebus, Callicebus e Plecturocebus. Esta subfamília também contém os gêneros extintos Miocallicebus, Homunculus e Carlocebus.
Os macacos Titi vivem no Norte da América do Sul,vivendo na Floresta Amazônica, indo desde a Colômbia, Equador e Peru, a leste através do  Brasil, e ao sul até a Bolívia e norte do Paraguai.

## Descrição
Dependendo da espécie, os tites tem cabeça e comprimento do corpo de 23–46 centímetros (9,1–18 pol), e uma cauda, que é mais longa que a cabeça e o corpo, de 26–56 centímetros (10–22 pol). As diferentes espécies de titi variam substancialmente em coloração, mas se assemelham na maioria das outras formas físicas. Eles têm pelo longo e macio, geralmente avermelhado, acastanhado, acinzentado ou enegrecido, e na maioria das espécies a parte inferior é mais clara ou mais avermelhada que na parte superior. Algumas espécies têm testa contrastante enegrecida ou esbranquiçada, enquanto todos os membros do gênero Cheracebus têm meio colarinho-branco. A cauda é sempre peluda e não é preênsil.

## Comportamento
São animais Diurnos e arbóreos, os tites preferem predominantemente florestas densas perto da água. Eles saltam facilmente de galho em galho, o que lhes valeu o nome em alemão, Springaffen (macacos saltadores). Eles dormem à noite, mas também podem tirar uma sono ao meio-dia.
Os titis são territoriais. Eles vivem em grupos familiares compostos por pais e seus descendentes, cerca de dois a sete animais no total. Eles defendem seu território gritando e afugentando intrusos, mas raramente se envolvem em combates reais. A sua preparação e comunicação são importantes para a cooperação do grupo. Eles normalmente podem ser vistos em pares sentados ou dormindo com as caudas entrelaçadas.
A dieta dos titis consiste principalmente em frutas, embora também comam folhas, flores, insetos, ovos de pássaros e pequenos vertebrados. Sendo onívoros.
Os titis são monogâmicos, acasalando-se para o resto da vida. A fêmea dá à luz um único filhote após cerca de cinco meses de gestação. Gêmeos ocorrem raramente, tendo sido documentados em apenas 1,4% de todos os nascimentos em grupos cativos de Plecturocebus moloch. Embora o segundo bebê geralmente não sobreviva, são conhecidos casos em que grupos vizinhos adotaram bebês, sugerindo que os gêmeos podem ser criados com sucesso sob certas circunstâncias. Muitas vezes é o pai quem cuida do filhote, carregando-o e trazendo-o para a mãe apenas para amamentar. Os pais tendem a se envolver mais em cuidar dos bebês, compartilhar alimentos, inspecionar, agredir e brincar com os bebês do que as mães. Os jovens são desmamados após 5 meses e estão totalmente crescidos após dois anos. Depois de três ou mais anos, eles deixam o grupo familiar para encontrar um companheiro. Embora a expectativa de vida da maioria das espécies não seja clara, os membros do gênero Cheracebus podem viver até 12 anos na natureza, enquanto os membros do grupo P. moloch vivem por mais de 25 anos em cativeiro.

## Classificação
O número de espécies conhecidas de tite dobrou nos últimos anos, sendo descritas oito, P. stephennashi, P. bernhardi, P. caquetensis, P. aureipalatii, P. miltoni, P. urubambensis, P. grovesi, e P. parecis. da bacia amazônica desde 2000. Além disso, a revisão mais recente utiliza o conceito filogenético de espécie (não reconhecendo assim o conceito de subespécie ) em vez do conceito biológico 'tradicional' de espécie. A classificação aqui apresentada é, portanto, muito diferente das classificações utilizadas há vinte anos atrás. Os direitos de nomenclatura de uma espécie recentemente descoberta foram leiloados (com os fundos indo para uma organização sem fins lucrativos ), e o vencedor foi o cassino online GoldenPalace.com, conforme refletido tanto no nome comum quanto no nome científico de P. aureipalatii. Embora este seja normalmente um evento altamente incomum na classificação científica, a possibilidade de nomear uma espécie de titi em troca de uma doação considerável para uma fundação sem fins lucrativos também foi apresentada alguns anos antes, resultando no P. bernhardi sendo nomeado em homenagem ao Príncipe Bernhard do Holanda.

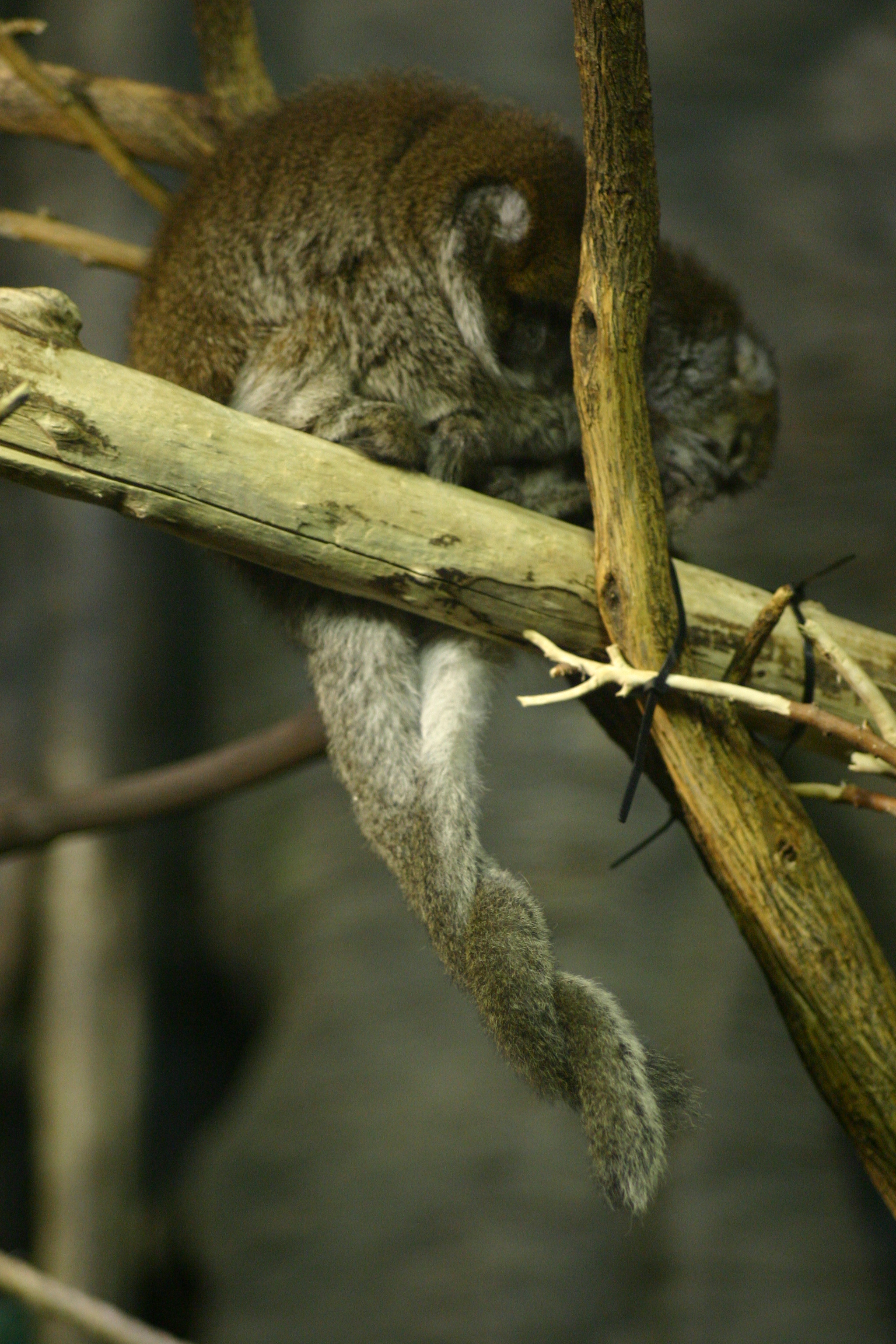
Um par de tites de orelhas brancas (P. donacophilus) com caudas entrelaçadas

Historicamente, os tites eram monogenéricos e formaram o gênero Callicebus Thomas, 1903. Devido à grande diversidade encontrada nas espécies de macacos titi, foi recentemente proposta uma nova taxonomia em nível de gênero que reconhece três gêneros dentro da subfamília Callicebinae; Cheracebus Byrne et al. (2016) para as espécies do grupo torquatus (Viúva tite); Callicebus Thomas, 1903, para espécies do grupo personatus da Mata Atlântica; e Plecturocebus Byrne et al. (2016) para os tites da Amazônia e do Chaco dos grupos Moloch e Donacophilus.
- Gênero Plecturocebus
  - Grupo P. donacophilus
    - Titi-de-orelha-branca, Plecturocebus donacophilus
    - Rio Beni titi, Plecturocebus modestus
    - Rio Mayo titi, Plecturocebus oenanthe
    - Titi dos irmãos Ollala, Plecturocebus olallae
    - Titi-de-casaco-branco, Plecturocebus pallescens
    - Urubamba titi marrom, Plecturocebus urubambensis[11]

  - Grupo P. moloch
    - Lago Baptista titi, Plecturocebus batista
    - Titi do príncipe Bernhard, Plecturocebus bernhardi
    - Titi marrom, Plecturocebus brunneus
    - Titi preto acinzentado, Plecturocebus cinerascens
    - Parecis titi, Plecturocebus parecis
    - Titi de Hoffmann, Plecturocebus hoffmannsi
    - Alta Floresta titi, Plecturocebus grovesi
    - Titi de Milton, Plecturocebus miltoni[12][13]
    - Titi-de-barriga-vermelha, Plecturocebus moloch
    - Titi de Vieira, Plecturocebus vieirai[14]
    - Titi de Toppin, Plecturocebus toppini[11]
    - Madidi titi, Plecturocebus aureipalatii
    - Titi-de-barriga-castanha, Plecturocebus caligatus
    - Caquetá titi, Plecturocebus caquetensis
    - Titi cobreado, Plecturocebus cupreus
    - Titi de cauda branca, Plecturocebus discolor
    - Titi de Hershkovitz, Plecturocebus dubius
    - Titi ornamentado, Plecturocebus ornatus
    - Titi de Stephen Nash, Plecturocebus stephennashi
- Gênero Cheracebus
  - Lúcifer titi, Cheracebus lúcifer
  - Titi preto, Cheracebus lugens
  - Titi de mãos negras colombiano, Cheracebus medemi
  - Titi ruivo, Cheracebus regulus
  - Titi de colarinho, Cheracebus torquatus
- Gênero Callicebus
  - Titi de Barbara Brown, Callicebus barbarabrownae
  - Titi de Coimbra Filho, Callicebus coimbrai
  - Titi-de-mãos negras costeiras, Callicebus melanochir
  - Titi-de-testa-preta, Callicebus nigrifrons
  - Titi do Atlântico, Callicebus personatus
- Gênero † Miocallicebus
  - † Miocallicebus villaviejai
- Gênero † Carlocebus
  - † Carlocebus carmenensis
  - † Carlocebus intermediário
- Gênero † Homúnculo
  - † Homúnculo patagônico